# Vernois-sur-Mance
Vernois-sur-Mance – miejscowość i gmina we Francji, w regionie Burgundia-Franche-Comté, w departamencie Górna Saona.
Według danych na rok 1990 gminę zamieszkiwało 180 osób, a gęstość zaludnienia wynosiła 22 osoby/km² (wśród 1786 gmin Franche-Comté Vernois-sur-Mance plasuje się na 564. miejscu pod względem liczby ludności, natomiast pod względem powierzchni na miejscu 551.).